# Kevin Cash

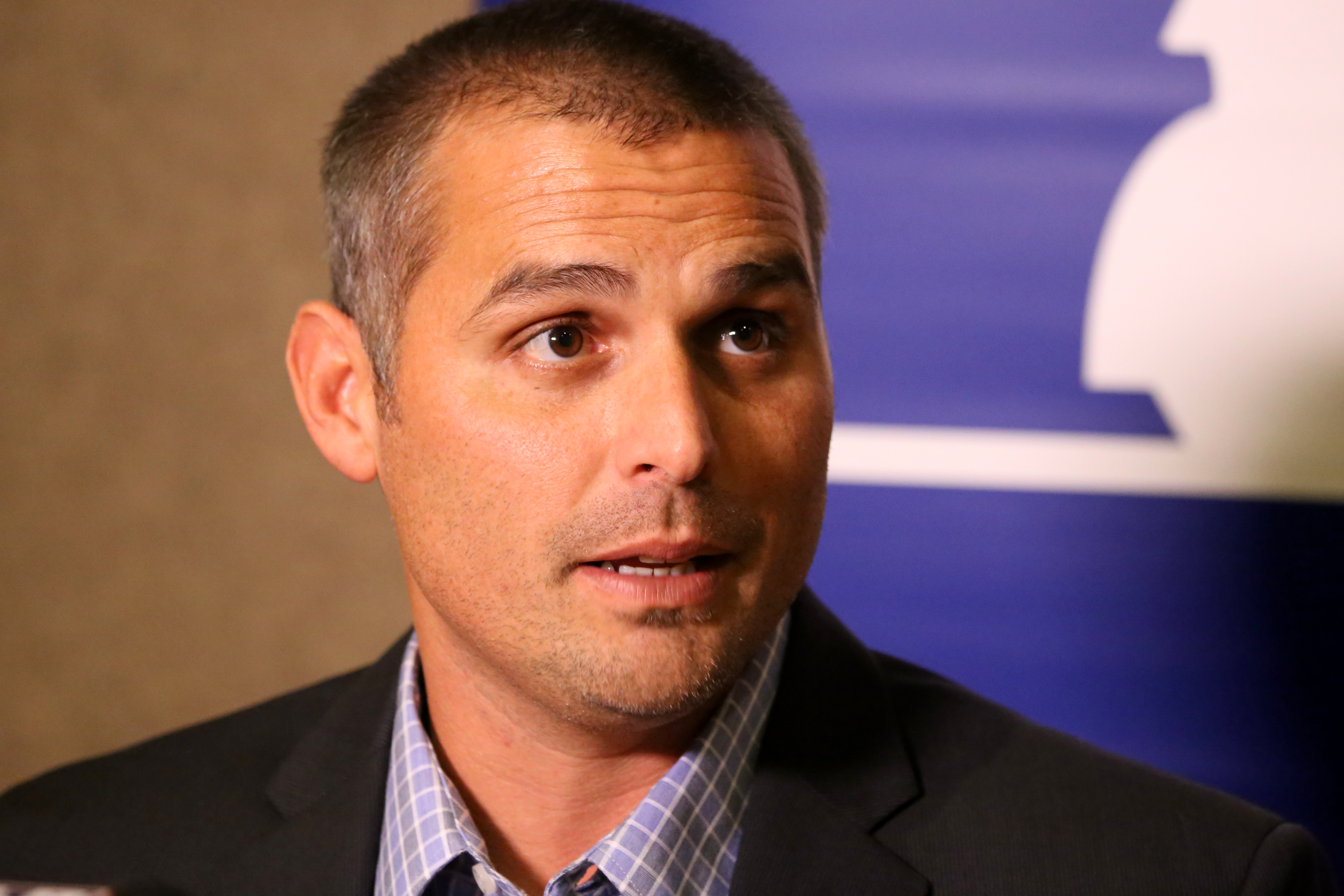
Cash em 2015.

Kevin Forrest Cash (nascido em 6 de dezembro de 1977, Tampa, Flórida) é um treinador e ex-jogador de beisebol profissional americano que atualmente é o manager do Tampa Bay Rays da Major League Baseball (MLB). Anteriormente, Cash jogou como receptor na MLB pelo Toronto Blue Jays, Tampa Bay Devil Rays, Boston Red Sox, New York Yankees e Houston Astros. Como jogador, Cash foi listado com 1,83 metros de altura e 91 quilos; ele rebatia e lançava com a mão direita. Ele foi treinador do bullpen para o Cleveland Indians antes de ser contratado como gerente dos Rays em dezembro de 2014. Cash foi o Treinador do Ano da Liga Americana em 2020 e 2021, sendo o primeiro gerente da AL a vencer o prêmio consecutivamente. Cash iniciaou a temporada de 2024 como o gerente com o maior tempo de serviço na MLB.

## Carreira
Como jogador
- Toronto Blue Jays (2002–2004)
- Tampa Bay Devil Rays (2005)
- Boston Red Sox (2007–2008)
- New York Yankees (2009)
- Houston Astros (2010)
- Boston Red Sox (2010)

Como manager
- Tampa Bay Rays (2015–presente)

Estatísticas
- Média de rebatidas: 18,3%
- Home runs: 12
- Corridas impulsionadas: 58

- V-D como treinador: 739–617
- PCT de vitórias: 54,5%